# Anne-Marie Cadieux
Pour les articles homonymes, voir Cadieux.
Anne-Marie Cadieux, née le 23 septembre 1961 à Montréal au Québec, est une comédienne de théâtre, cinéma et de télévision québécoise.

## Biographie
Anne-Marie Cadieux est la fille de Germain Cadieux et de Lise Lapointe. Sa tante Nicole Lapointe, alias Isabelle Pierre, a été une chanteuse très populaire au Québec dans les années 1960 et 1970. Elle suit sa famille à Ottawa au début de l'adolescence où elle obtient un baccalauréat en théâtre à l'Université d'Ottawa. Elle fait ses débuts à dix-huit ans au Théâtre de la Vieille 17, puis travaille au Centre national des Arts, sous la direction d'André Brassard, pendant quelques années. Récipiendaire d'une bourse du Conseil des Arts du Canada, elle passe un an à New York, à l'âge de 25 ans, où elle vit avec la photographe Nan Goldin et fait des études au HB Studio, sous la direction de Carol Rosenfeld.
Son retour à Montréal est marqué par la rencontre de Robert Lepage qui lui offre plusieurs rôles à la scène et au cinéma. Sous sa direction, elle participe à plusieurs spectacles de création et de répertoire qui font l'objet de tournées internationales. Elle amorce au même moment  une collaboration avec la metteure en scène Brigitte Haentjens, qui lui offre de nombreux rôles au théâtre, allant des grandes figures du répertoire (Mademoiselle Julie, Électre, ainsi que Élizabeth 1re, rôle qui lui vaut son premier prix Gascon-Roux) à des œuvres d'auteurs contemporains (Merteuil dans Quartett, de Heiner Müller, Léone dans Combat de nègre et de chiens, de Bernard-Marie Koltès), ou encore, à des projets de création (Malina, d'Ingeborg Bachmann, Douleur exquise, de Sophie Calle). Elle travaille aussi, entre autres, sous la direction de Serge Denoncourt dans Gertrude (le cri) de Howard Barker, de Lorraine Pintal dans L'Hiver de force de Réjean Ducharme, pièce qui est notamment présentée au Théâtre de l'Odéon à Paris. Elle joue Marguerite Gautier dans La Dame aux camélias, de René de Ceccaty, pendant la saison en 2006-2007, qui lui vaut son deuxième Prix Gascon-Roux d'interprète féminine de l'année au Théâtre du Nouveau Monde. Elle se mérite d'ailleurs ce prix à trois autres reprises pour ses interprétations dans Le Dieu du carnage de Yasmina Reza en 2011, dans HA ha...! de Réjean Ducharme en 2012 et dans La Divine Illusion de Michel Marc Bouchard en 2015.
Parallèlement à cela, Anne-Marie Cadieux enchaîne les rôles à la télévision et au cinéma, récoltant au passage le Prix Luce-Guilbault de révélation de l'année pour son rôle dans Le Confessionnal de Robert Lepage, un Prix Jutra pour son interprétation dans Le Cœur au poing de Charles Binamé et un prix Gémeaux pour sa prestation dans Cover-Girl, à Radio-Canada.
Tout au long de sa carrière Anne-Marie Cadieux a d'ailleurs reçu des prix et de nombreuses nominations à la scène, au cinéma, comme à la télévision. Elle est notamment boursière du Conseil des Arts du Canada et du Conseil des Arts de l'Ontario, et a reçu un doctorat honorifique de l'Université d'Ottawa en juin 2013. Elle est aussi la sœur de l'artiste contemporaine Geneviève Cadieux, à qui elle a servi de modèle à plusieurs reprises.
En 2022, on a pu la voir dans la comédie dramatique Les 12 travaux d'Imelda de Martin Villeneuve, aux côtés de Robert Lepage, Ginette Reno et Michel Barrette.

## Filmographie

### Cinéma
- 1994 : Le Confessionnal de Robert Lepage
- 1997 : Le Cœur au poing de Charles Binamé
- 1997 : Nô de Robert Lepage
- 1998 : Four Days de Curtis Wehrfritz
- 1999 : Bitter My Tongue de Rick Kokotovitch
- 2001 : Un homme et son péché de Charles Binamé
- 2001 : Comment ma mère accoucha de moi durant sa ménopause de Sébastien Rose
- 2003 : La Face cachée de la lune de Robert Lepage
- 2003 : Le bonheur c'est une chanson triste de  François Delisle
- 2004 : Maman Last Call de François Bouvier
- 2005 : Black Eyed Dog de Peter Gang
- 2006 : Le Génie du crime de Louis Bélanger
- 2007 : Toi de François Delisle
- 2008 : The Trotsky de Jacob Tierney
- 2010 : Good Neighbours de Jacob Tierney
- 2011 : Voyez comme ils dansent de Claude Miller
- 2013 : Le Triangle amoureux (Three Night Stand) de Pat Kiely
- 2015 : Buddha's Little Finger de Tony Pemberton
- 2014 : Deux temps, trois mouvements de Christophe Cousin
- 2015 : Endorphine d'André Turpin
- 2016 : La Chasse au collet de Steve Kerr
- 2016 : 9, le film, sketch Abus de Stéphane E. Roy
- 2018 : Pauvre Georges ! de Claire Devers : Maryline Chevrier
- 2018 : Matthias et Maxime de Xavier Dolan : Martine
- 2022 : Les 12 travaux d'Imelda de Martin Villeneuve : Diane Villeneuve
- 2022 : Les Hommes de ma mère d'Anik Jean : Anne
- 2022 : Solo de Sophie Dupuis : Claire
- 2023 : Ana Kiri Superstar de Francis Bordeleau :Dominique

### Courts-métrages
- 1993 : Le Petit Cheval de Raymond St-Jean
- 2002 : Rondo pour trompette du collectif Les douze poissons
- 2002 : Quel jour était-ce ? Mardi de Lyne Charlebois [3]
- 2005 : TV dinner...(Burp!) de Vanessa-Tatjana Beerli
- 2005 : Détect.inc. (série télévisée) : Chloé Dumas
- 2006 : Le Gant de Kim Nguyen
- 2007 : Neuf de Martin Talbot
- 2021 : Suzanne et Chantal de Rachel Graton

### Télévision
- 1997 : Sous le signe du lion d'Yvon Trudel
- 1999 : Chartrand et Simonne d'Alain Chartrand
- 1999 : Tag de Pierre Houle
- 2001 : Les Parfaits d'Alain Jacques
- 2001 : Dice de Rachel Talalay
- 2002 : Chartrand et Simonne d'Alain Chartrand
- 2002 : Annie et ses hommes de Richard Lahaie
- 2003 : Cauchemar d'amour III de Bruno Carrière
- 2003 : Tribu.com IV de François Bouvier
- 2003 : Ciao Bella de Patrice Sauvé
- 2003 : Fortier V de Sophie Lorain
- 2004 : Détect.inc. de François Gingras
- 2004 : Les Bougon de Podz
- 2004 : Cover Girl de Louis Choquette
- 2005 : Rumeurs (série télévisée québécoise) IV, V, de Pierre Théorêt
- 2005 : Miss Météo (téléfilm et série télévisée) de François Bouvier
- 2007 : Miss Météo'' (série télévisée) de Frédérik d'Amours
- 2008 : Tactik de Vincent Bolduc, Alex Veilleux et Jean-François Nadeau : Mireille Dugal
- 2009 : Yamaska de Louise Forest, Richard Lahaie
- 2010 : Trauma de François Gingras
- 2010 : Il était une fois dans le trouble de Jean-François Bélanger
- 2012 : 30 vies de François Boucher
- 2013 : Les Bobos de Marc Labrèche
- 2015 : Camp de l'ours de H. Bernadet, A.Roy
- 2016 : Ça décolle de Martin Talbot
- 2016 : Web Thérapie I-II de Christian Laurence
- 2017 : Sur-vie  de Yves Christian Fournier
- 2017 : Trop I-II-III de Louise Archambault
- 2018 : Hubert et Fanny de Mariloup Wolfe
- 2020 : La Maison-Bleue de Ricardo Trogi
- 2020 : Patrick Senécal présente de Stéphane Lapointe
- 2023 : Un gars, une fille de Guy A. Lepage, Jean-François Fontaine
- 2024 : Kamikazes! de Pascal Barriault

## Web-série
- 2020 : La loi, c'est la loi de Vincent Ruel Côté
- 2022 : Top Dogs II-III de Pierre-Luc Miville
- 2022 : Cœur Vintage de Rachel Graton

## Théâtre

### Comédienne
- 1983 : Les Belles-Sœurs de Michel Tremblay, mise en scène d'André Brassard, Centre national des Arts
- 1984 : L'Année de la grosse tempête, d'André Ricard, mise en scène d'André Brassard, Centre national des Arts
- 1985 : Les Bonnes, de Jean Genet, mise en scène d'André Brassard, Centre national des Arts
- 1987 : Le Dernier Quatuor d'un homme sourd, de Francine Ruel, mise en scène de Jacques Rossi, théâtre de Quat'sous
- 1989 : Le Futur antérieur de Michel Tremblay, mise en scène de Claude Poissant, Théâtre du Trillium
- 1990-1991 : Soirée-Bénéfice pour ceux qui ne seront pas là en l'an 2000, mise en scène de Brigitte Haentjens, Centre national des Arts
- 1990 :  Roméo et Juliette, de William Shakespeare, mise en scène de Robert Lepage, Nightcap productions
- 1991 : The Rules of The Game de Luigi Pirandello, mise en scène de William Gaskill, Stratford Festival
- 1991 : Timon of Athens de William Shakespeare, mise en scène de Michael Langham, Stratford festival
- 1992 : Alanienouidet de Marianne Ackerman, mise en scène de Robert Lepage, Centre national des Arts
- 1992-1993 :  Coriolan, de William Shakespeare, mise en scène de Robert Lepage, tournée internationale
- 1992-1993 : La Tempête, de William Shakespeare, mise en scène de Robert Lepage, tournée internationale
- 1992-1993 : Macbeth, de William Shakespeare, mise en scène de Robert Lepage, tournée internationale
- 1994-1997 : Les Sept Branches de la rivière Ota, collectif, mise en scène de Robert Lepage, tournée internationale
- 1996 : Quartett, de Heiner Müller, mise en scène de Brigitte Haentjens, Espace Go
- 1997 : Combat de nègre et de chiens, de Koltès, mise en scène de Brigitte Haentjens, Théâtre du Nouveau-Monde
- 1998 : Roméo et Juliette, de William Shakespeare, mise en scène de Martine Beaulne, Théâtre du Nouveau-Monde
- 1999 : Marie Stuart, de Dacia Maraini, d'après Friedrich von Schiller, mise en scène de Brigitte Haentjens, Théâtre du Nouveau-Monde
- 2000 : Électre, de Sophocle, mise en scène de Brigitte Haentjens, Espace Go
- 2000 : Malina, d'Ingeborg Bachmann, mise en scène de Brigitte Haentjens, Espace Go
- 2000 : Mademoiselle Julie, d'August Strindberg, mise en scène de Brigitte Haentjens, Espace Go
- 2001-2002 : L'hiver de force, de Réjean Ducharme, mise en scène de Lorraine Pintal, Théâtre du Nouveau-Monde, Théâtre de l'Odéon, Paris
- 2003 : Farces conjugales, de Georges Feydeau, mise en scène de Brigitte Haentjens, Théâtre du Rideau-Vert
- 2005 : Gertrude (le cri) de Howard Barker, mise en scène de Serge Denoncourt, Espace Go
- 2006 : La Dame aux camélias, mise en scène de Robert Bellefeuille, Théâtre du Nouveau-Monde
- 2008 : Le Plan américain, d'Evelyne de la Chenelière, mise en scène de Daniel Brière, Nouveau théâtre expérimental
- 2009 : Sextett, de Rémi de Vos, mise en scène d'Éric Vigner, Théâtre du Rond-Point (Paris), Espace Go (Montréal)
- 2009-2010 : Douleur exquise, de Sophie Calle, mise en scène de Brigitte Haentjens, Festival Transmériques, Théâtre de Quat'sous
- 2010 : Le Dieu du Carnage, de Yasmina Reza, mise en scène de Lorraine Pintal, Théâtre du Nouveau-Monde
- 2011 : Ha ! Ha !, de Réjean Ducharme, mise en scène de Dominic Champagne, Théâtre du Nouveau-Monde
- 2012-2013 : La Belle et la Bête, de Pierre-Yves Lemieux, (captation) mise en scène de Victor Pilon et Michel Lemieux

- 2013 : L'Homme atlantique (et La Maladie de la mort) de Marguerite Duras, mise en scène de Christian Lapointe, Théâtre Péril
- 2014 : Molly Bloom de James Joyce, mise en scène de Brigitte Haentjens, Productions Sibyllines
- 2014 : Lumières, Lumières, Lumières, d’Evelyne de la Chenelière, à partir de Vers le phare de Virginia Woolf, mes D. Marleau

- 2015 : La Divine Illusion de Michel Marc Bouchard, mise en scène de Serge Denoncourt, TNM
- 2016 : Tartuffe de Molière, mise en scène de Denis Marleau, TNM
- 2019 : Les Larmes amères de Petra Von Kant de Rainer Werner Fassbinder, mes de Félix-Antoine Boutin, Théâtre Prospero
- 2019 : Soifs Matériauxde MC Blais adaptation D. Marleau,,mise en scène de Denis Marleau et Stéphane Jasmin, UBU
- 2021  Embrasse de Michel Marc Bouchard, mise en scène de Ema Holmes, TNM*
- 2022 : Cher Tchekhov de Michel Tremblay, mise en scène de Serge Denoncourt, TNM*
- 2023 : Le traitement de la nuit de Evelyne de la Chenelière, mise en scène de Denis Marleau,Espace GO
- 2023 : Le Projet Riopel de Joan Mitchell, mise en scène de Robert Lepage, Duceppe et Diamand
- 2024 : Vernon Subutex de Adaptation du roman Virginie Despentes, mise en scène de Angela Konrad,Usine C

### Écriture et mise en scène
- 1992 à 1994 : La Nuit, écrite, jouée et interprété par Anne-Marie Cadieux, Centre national des Arts, Carrefour de théâtre de Québec, Festival de     théâtre des Amériques, Théâtre 140, Bruxelles
- 1994 : Le Point Aveugle, de Marie Brassard, Anne-Marie Cadieux et Macha Limonchik, Centre national des Arts

## Prix
- 1995 : Prix Luce-Guilbeault de la Révélation de l'année au 14e Les Rendez-vous du cinéma québécois pour le film Le Confessionnal de Robert Lepage, rôle de Manon
- 1999 : Prix Jutra de la Meilleure actrice de soutien dans Le Cœur au poing de Charles Binamé
- 1999-2000 : Prix Gascon-Roux de la Meilleure interprète féminine de l'année au Théâtre du Nouveau-Monde pour le rôle d'Élisabeth 1re dans Marie Stuart
- 2006 : Prix Gémeaux de la Meilleure interprétation rôle de soutien féminin, Comédie, pour Cover Girl
- 2006-2007 : Prix Gascon-Roux de la Meilleure interprète féminine de l'année au Théâtre du Nouveau-Monde pour le rôle de Marguerite Gautier dans La Dame aux camélias
- 2010-2011 : Prix Gascon-Roux de la Meilleure interprète féminine de l'année au Théâtre du Nouveau-Monde pour le rôle d'Annette Reille dans Le Dieu du carnage de Yasmina Reza
- 2011-2012 : Prix Gascon-Roux de la Meilleure interprète féminine de l'année au Théâtre du Nouveau-Monde pour le rôle de Sophie dans Ha!Ha! de Réjean Ducharme
- 2013: Doctorat Honorifique pour l'ensemble de sa carrière - Université Ottawa
- 2016: Prix Gascon-Roux - Meilleur interprétation féminine de l'année - La Divine Illusion- Théâtre du Nouveau Monde
- 2019 : Prix de l'AQCT - Meilleur interprétation féminine de l'année- Les larmes amères de Petra Von Kant
- 2020 : Prix Gémeaux - Meilleur rôle de soutien féminin :  La Maison Bleue
- 2021 : Prix Gémeaux -Meilleur rôle de soutien féminin, série dramatique : Patrick Senécal présente
- 2022 : Prix Short Stop International Film Festival : meilleure actrice : Suzanne et Chantal
- 2023 : Prix de l'AQCT - Meilleur interprétation féminine de l'année- Le Projet Riopelle

## Nominations
- 1995 : Nomination Prix Génie - Meilleure interprétation féminine dans un rôle de soutien pour le rôle de Manon dans le film Le Confessionnal de Robert Lepage
- 1996 : Nomination Dora Mavor Moore Awards de Toronto - Meilleure interprétation féminine - Les Sept Branches de la rivière Ota
- 1997 : Nomination Gala des Masques - Meilleure interprétation féminine dans un premier rôle pour le rôle de Merteuil dans la pièce Quartett de Heiner Müller
- 1998 : Nomination Prix Génie - Meilleure interprétation féminine dans un premier rôle pour le rôle de Sophie dans le film Nôde Robert Lepage
- 2002 : Nomination Gala des Masques - Meilleure interprétation féminine dans un rôle de soutien pour le rôle de Laïnou dans la pièce 'L'Hiver de force de Réjean Ducharme
- 2004 : Nomination Prix Gémeaux - Meilleure interprétation féminine dans un rôle de soutien, Dramatique, pour Fortier V
- 2005 : Nomination Prix Gémeaux - Meilleure interprétation féminine dans un rôle de soutien, Comédie, pour Cover Girl
- 2006 : Nomination Prix Jutra - Meilleure actrice de soutien pour Maman Last Call
- 2006 : Nomination Prix Gémeaux - Meilleure interprétation féminine dans un rôle de soutien, Téléroman, pour Annie et ses hommes
- 2008 : Nomination Prix Génie - Meilleure interprétation féminine dans un premier rôle dans le film Toil de François Delisle
- 2011 : Nomination Prix Artis - Meilleur premier rôle féminin dans un téléroman québécois Yamaska

## Divers
- 2002 : Membre du jury, Festival du Nouveau cinéma
- 2010 : Membre du jury, Festival des films du monde
- 2010 : Porte-parole, Festival Regard sur le court métrage au Saguenay
- 2011 : Membre du jury, Les Rendez-vous du cinéma québécois
- 2012 :Membre du jury des Rendez-vous cinéma québécois
- 2015-2020: Ambassadrice de CECI
- 2018 : Membre du jury du Festival international du film francophone de Namur
- 2022 : Ambassadrice de la campagne Rendez-vous théâtre, Conseil québécois du théâtre